# Jean-Luc Nancy
Jean-Luc Nancy (Burdeos, 26 de julio de 1940-Estrasburgo, 23 de agosto de 2021) fue un filósofo francés, considerado uno de los pensadores más influyentes de la Francia contemporánea, profesor emérito de filosofía en la Universidad Marc Bloch de Estrasburgo y colaborador de las de Berkeley y Berlín. En 2021 recibió de la Universidad Nacional de Cuyo el título de doctor honoris causa, en virtud de sus méritos académicos y en reconocimiento a sus aportes y entregas a esta Universidad.

## Campos de investigación
Nancy es considerado un pensador original que recorre por cuenta propia las sendas abiertas por Heidegger, Bataille o Derrida, interlocutor de Blanchot.
Nancy es autor de numerosas obras escritas en las que se abordan algunos de los problemas más profundos y cruciales del siglo XX como la construcción de las nacionalidades y los nacionalismos, que considera una respuesta a esa ingente máquina, arrolladora de identidades, que ha sido y es la Modernidad en la que ha destacado la filosofía alemana.
En uno de sus textos, La comunidad desobrada, Nancy deconstruye el concepto de "comunidad", desarrollado desde el establecimiento de la sociedad y argumenta que las sociedades occidentales se han entregado a una búsqueda desesperada de un pasado (precapitalista) perdido. Nancy también menciona que la comunidad es una forma de absolutismo y, por lo tanto, un imposible.
Nancy aborda también en su obra el Sentido, o el final del Sentido como diagnóstico de nuestro tiempo más preciso aún que el de fin de la historia o de las ideologías, la ontología del “nosotros”. También ha abordado temas como el de la globalización o mundialización.

## Publicaciones

### Original en francés
- La Remarque spéculative (Un bon mot de Hegel), París, Galilée, 1973.
- La titre de la lettre, Paris, Galilée, 1973 (con Philippe Lacoue-Labarthe)
- Le Discours de la syncope. I. Logodaedalus, París, Flammarion, 1975.
- L'absolu littéraire. Théorie de la littérature du romantisme allemand, París, Seuil, 1978 (con Philippe Lacoue-Labarthe).
- Ego sum, Paris, Flammarion, 1979.
- Le partage des voix, Paris, Galilée, 1982.
- La communauté désoeuvrée, París, Christian Bourgois, 1983.
- L'Impératif catégorique, París, Flammarion, 1983.
- L'oubli de la philosophie, París, Galilée, 1986.
- Des lieux divins, Mauvezin, T.E.R, 1987.
- L'expérience de la liberté, París, Galilée, 1988.
- Une Pensée Finie, París, Galilée, 1990.
- Le poids d'une pensée, Québec, Le griffon d'argile, 1991.
- Le mythe nazi, La tour d'Aigues, L'Aube, 1991 (com Philippe Lacoue-Labarthe)
- La comparution (politique à venir), París, Bourgois, 1991 (con Jean-Christophe Bailly).
- Corpus, París, Métailié, 1992.
- Les Muses, París, Galilée, 1994.
- Être singulier pluriel, París, Galilée, 1996.
- Hegel. L'inquiétude du négatif, París, Hachette, 1997.
- L'Intrus, París, Galilée, 2000.
- Le regard du portrait, París, Galilée, 2000.
- Conloquium, introd. à Roberto Esposito, Communitas, trad. de Nadine Le Lirzin, Paris, PUF, 2000.
- La pensée dérobée. París, Galilée, 2001.
- The evidence of film. Bruxelles, Yves Gevaert, 2001.
- La création du monde ou la mondialisation. París, Galilée, 2002.
- Nus sommes. La peau des images. Paris, Klincksieck, 2003. (con Federico Ferrari)
- La déclosion (Déconstruction du christianisme 1). Paris, Galilée, 2005.
- Iconographie de l'auteur. Paris, Galilée, 2005. (with Federico Ferrari)
- Tombe de sommeil, Paris, Galilée, 2007.
- Juste impossible. Paris, Bayard, 2007.
- Vérité de la démocratie, Paris, Galilée, 2008.
- Démocratie, dans quel état ?, avec G. Agamben, A. Badiou, D. Bensaïd, W. Brown, J. Rancière, K. Ross et S. Žižek, La Fabrique, 2009.
- L'Adoration : déconstruction du christianisme II, Paris, Galilée, 2010.
- Atlan : les détrempes, Paris, Hazan, 2010.
- La Ville au loin, Strasbourg, La Phocide (Philosophie - d'autre part), 2011.
- Maurice Blanchot, passion politique, Paris, Galilée, 2011.
- Politique et au-delà, entretien avec Philipp Armstrong et Jason E. Smith, Galilée, 2011.
- Partir – Le Départ, Paris, Bayard, 2011.
- Dans quels mondes vivons-nous?, avec Aurélien Barrau, Paris, Galilée, 2011.
- Où cela s’est-il passé ? Le Lieu de l’archive, supplément à la Lettre de l’IMEC, Caen, IMEC, 2011.
- DHEL*la nascita della felicità, trad. Francesca Nodari, Brescia, Massetti Rodella Editori, 2011.
- L’Équivalence des catastrophes (Après Fukushima), Paris, Galilée, 2012.
- Scène, suivi de Dialogue sur le dialogue, avec Philippe Lacoue-Labarthe, Paris, Christian Bourgois, 2013.
- Vous désirez?, Paris, Bayard (Les petites conférences), 2013.
- Ivresse, Paris, Payot & Rivages (Bibliothèque), 2013.
- La Possibilité d’un monde. Dialogue avec Pierre-Philippe Jandin, Paris, Les petits Platons (Les dialogues des petits Platon), 2013.
- Jamais le mot "créateur"… (Correspondance 2000-2008 avec Simon Hantaï), Paris, Galilée, 2013.
- L’Autre Portrait, Paris, Galilée, 2013.
- Être singulier pluriel, nouvelle édition augmentée, Paris, Galilée, 2013.
- Le Philosophe boiteux, Le Havre, Franciscopolis/Presses du réel, 2014.
- La Jouissance. Questions de caractère, avec Adèle Van Reeth, Paris, Plon, 2014.
- La Communauté désavouée, Paris, Galilée, 2014.
- Inventions à deux voix. Entretiens, avec Danielle Cohen-Levinas, Paris, Éditions du Félin, 2015.
- Quand tout arrive de nulle part, sur l'œuvre d'Albert Palma, Manucius, 2015.
- Proprement dit : Entretien sur le mythe, avec Mathilde Girard, Paris, Lignes, 2015.
- Journal des Phéniciennes, Paris, Christian Bourgois, 2015.
- Banalité de Heidegger, Paris, Galilée, 2015.
- Marquage manquant, Saint-Omer, Éditions Les Venterniers, 2015
- Demande : Littérature et philosophie, Paris, Galilée, 2015.
- Entretien sur le christianisme (Paris, 23 de abril de 2008}}), avec Bernard Stiegler et Alain Jugnon, in Bernard Stiegler, Dans la disruption : Comment ne pas devenir fou ?, Paris, Les Liens qui libèrent, 2016.
- Que faire ?, Paris, Galilée, 2016.
- Signaux sensibles, entretien à propos des arts, avec Jérôme Lèbre, Paris, Bayard, 2017.
- La Tradition allemande dans la philosophie, dialogue avec Alain Badiou, édition et postface de Jan Völker, Paris, Éditions Lignes, 2017.
- Sexistence, Paris, Galilée, 2016.
- Papiers Tombés, Éditions Le Pli, 2018. Préface, sur les dessins de Frédéric Dupré.
- Exclu le Juif en nous, Paris, Galilée, 2018.
- Démocratie ! Hic et Nunc, avec Jean-François Bouthors, Paris, Éditions François Bourin, 2019.
- La Peau fragile du monde, Paris, Galilée, 2020.
- Un trop humain virus, Paris, Bayard, 2020.
- Mascarons de Macron, Paris; Galilée, 2021, 112 p.

### Principales traducciones en español
- "La piel frágil del mundo" (Editorial De Conatus, 2021)https://deconatus.com/libros/la-piel-fragil-del-mundo/
- La comunidad revocada (Mardulce, 2016)
- La comunidad descalificada (Avarigani, 2015)
- El goce (Editorial Pasos Perdidos, 2015) (con Adèle Van Reeth. Prólogo de José Luis Pardo)
- ¿Un sujeto? (La Cebra, 2014)
- La comparecencia (Avarigani, 2014) (con Jean-Christophe Bailly)
- La declosión (Deconstrucción del Cristianismo, 1) (La Cebra, 2008)
- La evidencia del filme. El cine de Abbas Kiarostami (Errata naturae, 2008)
- Las musas (Amorrortu, 2008)
- Ego Sum (Anthropos, 2007)
- El peso de un pensamiento (Ellago ediciones, 2007)
- Noli me tangere (Trotta, 2006)
- Ser singular plural (Arena libros, 2006)
- Hegel, la inquietud de lo negativo (Arena libros, 2006)
- La creación del mundo o la mundialización (Paidós, 2003)
- El "hay" de la relación sexual (Síntesis, 2003)
- Corpus (Arena Libros, 2003)
- Un pensamiento finito (Anthropos, 2002)
- El mito nazi (con Philippe-Lacoue-Labarthe, Antropos, 2002)
- La comunidad desobrada (Arena Libros, 2001)
- La comunidad inoperante (LOM/Arcis, 2000)
- La experiencia de la libertad (Paidos, 1996)
- 58 indicios sobre el cuerpo (La Cebra, 2002)
- Extensión del alma (La Cebra, 2002)

## Textos sobre Jean-Luc Nancy en español
La revista Anthropos, de la casa editorial del mismo nombre, le dedicó en 2004 su número 205: Jean-Luc Nancy. El cuerpo como objeto de un nuevo pensamiento filosófico y político, el cual contiene, además de algunos textos breves del autor, entre ellos su "Deconstrucción del cristianismo", estudios de Cristina de Peretti, Roberto Esposito, Antoni Mora, Juan Carlos Moreno Romo, Julián Santos Guerrero, Manuel Vázquez García y Paco Vidarte.
En 2014 Cristina Rodríguez Marciel publicó Nancytropías. Topografías de una filosofía por venir en Jean-Luc Nancy, obra que cuenta con un prólogo del propio Nancy.

## Fallecimiento
Nancy falleció el 24 de agosto de 2021, en la ciudad de Estrasburgo, a los 81 años de edad.